# Campodorus suspicax
Campodorus suspicax là một loài tò vò trong họ Ichneumonidae.